# إيرو هآبالاينن
إيرو هآبالاينن (Eero Haapalainen؛ كووبيو، 1880 - بيتروزافودسك، 1937) قيادي شيوعي فنلندي . خاض هآبالاينن في الحرب الأهلية الفنلندية ، وفر بعد هزيمة الحـُمر إلى الاتحاد السوفيتي. وقد أعدم أثناء حملة التطهير العظيمة. ولد في كووبيو في فنلندا الشرقية. عملت والدته فيلهلمينا في متجر نسيج مينا كانت، ووالده آرو كان نجاراً.
و كان كاتب عمود في صحيفة توومييس، وبعد ذلك أميناً لمجموعة عمال هلسنكي.